# Доступ в інтернет
Доступ до Інтернету — це можливість користувачів та організацій підключатися до Інтернету за допомогою комп'ютерних терміналів, комп'ютер та інших цифрових пристроїв, а також для доступу до таких служб, як електронна пошта та месенджери Глобальної мережі. Доступ до Інтернету надається провайдерами послуг Інтернету (ISP), забезпечуючи підключення з широким діапазоном швидкостей передавання даних за допомогою різних мережевих технологій.
Доступ до Інтернету колись був обмежений, але швидко зріс. У 1995 р. доступ мали лише 0.04% світового населення. До першого десятиліття, XXI століття, багато споживачів у розвинених країнах використовували швидші широкосмугові технології, а до 2014 року 41% населення світу  вже мав доступ, а широкосмуговий зв'язок був майже повсюдним у всьому світі. Середня глобальна швидкість з'єднання перевищувала один мегабіт за секунду.

## Історія
Інтернет розвивався завдяки ARPANET, який фінансувався урядом США для підтримки проєктів уряду, університетів та дослідницьких лабораторій США, — але з часом виріс, включивши більшість великих університетів світу та дослідницькі осередки багатьох технологічних компаній. Перший сервер ARPANET було встановлено 1 вересня 1969 року у Каліфорнійському університеті в Лос Анджелесі. Комп'ютер «Honeywell 516» мав 12 кілобайтів оперативної пам'яті.
До середини 1980-х років доступ до Інтернету здійснювався з персональних комп'ютерів та робочих станцій, безпосередньо підключених до локальних мереж, або через комутовані з'єднання, за допомогою модемів та аналогових телефонних ліній. Спочатку, комутовані з'єднання здійснювались з терміналів або комп'ютерів, на яких запущено програмне забезпечення для емуляції терміналів, з термінальними серверами в локальних мережах. Ці комутовані з'єднання не підтримували наскрізне використання протоколів Інтернету, а надавали лише термінал для хост з'єднань. Запровадження серверів мережевого доступу, що підтримують протокол послідовної мережі Інтернету (SLIP), а згодом протокол точка-точка (PPP), розширило Інтернет-протоколи та зробило повний спектр Інтернет-послуг доступним для комутованих користувачів; хоча і повільніше, через меншу швидкість передачі даних, доступну за допомогою комутованого зв'язку.
Важливим фактором зростання швидкості Інтернету, стали досягнення технології MOSFET. Постійне покращення MOSFET призвело до подвоєння пропускної здатності в Інтернеті кожні 18 місяців (закон Едгольма, який пов'язаний із законом Мура).
У 2000 р. більшість підключень до Інтернету, було забезпечено за допомогою комутованого зв'язку, тоді як, багато підприємств та шкіл використовували широкосмугові зв'язки. У цьому ж році, було зафіксовано трохи менш як 150 мільйонів абонентських підключень в 34 країнах ОЕСР і менш як 20 мільйонів широкосмугових підключень. До 2005 р. широкосмуговий доступ виріс, а комутований доступ зменшився. У 2010 році в країнах ОЕСР понад 90 % доступу до Інтернету використовували за допомогою широкосмугового доступу.
Найпопулярніші широкосмугові технології — це ADSL та кабельний доступ до Інтернету. Нові технології включають VDSL та оптичне волокно. Волоконно оптичний зв'язок відіграв вирішальну роль у забезпеченні широкосмугового доступу до Інтернету, зробивши передачу інформації, використовуючи дуже високі швидкості передачі даних на великі відстані.
Нові технології фіксованого (стаціонарного) та мобільного широкосмугового доступу, охоплюють WiMAX, LTE та фіксовану бездротову мережу.
Починаючи з 2006 року, мобільний широкосмуговий доступ стає все більш доступним на споживчому рівні, за допомогою технологій «3G», «4G» та «5G».

## Доступність

Рівень доступу до Інтернету

Окрім доступу з дому, навчального закладу та на робочому місці, доступ до Інтернету можливий у громадських місцях, де є комп'ютери з підключенням до Інтернету. Деякі бібліотеки надають доступ для підключення ноутбуків користувачів до локальних мереж.
Кав'ярні, торгові центри та інші заклади, дедалі частіше пропонують бездротовий доступ до мережі Інтернет, які називають «FreeWIFI», для користувачів, які приносять власні пристрої з підтримкою бездротового зв'язку.
Крім того, мобільний широкосмуговий доступ, дозволяє смартфонам та іншим цифровим пристроям, підключатися до мережі Інтернет з будь-якого місця, де доступне покриття мобільної мережі.

### Швидкість
Наприкінці 1950-х швидкість передачі даних для комутованих модемів коливається до 110 біт/с, а наприкінці 1990-х до 64 кбіт/с. Для комутованих з'єднань зазвичай потрібне використання телефонної лінії. Стиснення даних може збільшити ефективну швидкість передачі даних для комутованого модемного з'єднання з 220 (V.42bis) до 320 (V.44) кбіт/с. Однак ефективність стиснення даних досить мінлива, залежно від типу даних, що надсилаються, стану телефонної лінії та ряду інших факторів.
Фактичні швидкості передачі даних можуть бути нижчими через низку факторів. Наприкінці червня 2016 року швидкість підключення до Інтернету, в середньому становила близько 6 Мбіт/с у всьому світі. Якість зв'язку може змінюватися залежно від таких факторів: відстань та для бездротового доступу з рельєфом місцевості, погодою, конструкцією будівлі, розміщенням антени і перешкодами від інших радіоджерел.

### Перевантаження мережі
Користувачі можуть одночасно користуватися доступом через мережу. Однак спільний доступ до файлів однорангової мережі (P2P) та високоякісне потокове відео, може вимагати високої швидкості передачі даних протягом тривалого часу, що призведе до перевантажень мережі та низької продуктивності. Протокол TCP включає механізми управління потоком, які автоматично зменшують пропускну здатність, яка використовується, під час періодів перевантаження мережі.
Коли трафік інтенсивний, провайдер може навмисно зменшити пропускну здатність, доступну для класів користувачів або для певних послуг.

### Відключення
Порушення роботи підводних комунікаційних кабелів, може спричинити відключення мережі або уповільнення роботи великих територій, як, наприклад, у 2008 році підводний кабель. Наземні кабелі також вразливі, як і в 2011 році, коли жінка, копаючи металобрухт, розірвала комутаційні кабелі у Вірменії. Відключення Інтернету, які охоплюють майже усю країни, можуть бути здійснені урядами як форма цензури в Інтернеті, як при блокуванні Інтернету в Єгипті, коли приблизно 93 % мереж не мали доступу в 2011 році, намагаючись зупинити урядові протести.

## Технології
Якщо доступ здійснюється за допомогою модему, цифрові дані перетворюються в аналогові для передачі через аналогові мережі.
Локальні мережі можуть бути дротовими або бездротовими. Ethernet через виту пару і Wi-Fi — дві найпоширеніші технології побудови локальних мереж.
Ethernet — це назва стандарту IEEE 802.3 для локальної мережі, а Wi-Fi — торгова назва бездротової локальної мережі (WLAN), яка використовує один з стандартів IEEE 802.11. Кабелі Ethernet з'єднані між собою за допомогою комутаторів і маршрутизаторів. Мережі Wi-Fi будуються за допомогою точок доступу.

### Кабельний широкосмуговий доступ
Термін широкосмуговий доступ, включає широкий спектр технологій. Наступні технології використовують кабелі на відміну від бездротового широкосмугового зв'язку, описаного нижче.

#### Комутований доступ
Для комутованого доступу до Інтернету використовується модем і телефонний зв'язок, здійснений через комутаційну телефонну мережу загального користування (PSTN). Модем перетворює цифровий сигнал комп'ютера в аналоговий сигнал, який проходить через локальний кабель телефонної лінії, доки не досягне комутаційного центру телефонної компанії, де переключитись на іншу телефонну лінію, яка підключається до іншого модему на віддаленому кінці з'єднання.
Комутований доступ є одним із найповільніших методів доступу до Інтернету. Цей метод часто є єдиною формою доступу до Інтернету, доступною у сільській місцевості, оскільки для підключення до Інтернету не потрібна нова інфраструктура, крім вже наявної телефонної мережі. За даною технологією швидкість з'єднання не перевищують швидкості 56 кбіт/с.

#### Цифрова мережа інтегрованих послуг
Цифрова мережа інтегрованих послуг (ISDN) — це комутована телефонна послуга, здатна передавати голос і цифрові дані. ISDN використовується для передачі голосу, відеоконференцій та широкосмугового передавання даних. ISDN був дуже популярний в Європі, але рідше в Північній Америці. Його використання досягло максимуму в кінці 1990-х років до появи технологій DSL та кабельних модемів.

#### Кабельний доступ до Інтернету
Кабельний Інтернет забезпечує доступ за допомогою модема на коаксіальному проводі. У системі підключення модему, всі вузли для абонентів кабельних мереж у районі підключаються до центрального офісу кабельної компанії. Потім кабельна компанія підключається до Інтернету за допомогою різноманітних засобів — зазвичай волоконно оптичного кабелю, або цифрових супутникових та мікрохвильових передач. Як і DSL, широкосмуговий кабель забезпечує постійне з'єднання з провайдером.

#### Цифрова абонентська лінія (DSL, ADSL, SDSL та VDSL)
Послуга цифрової абонентської лінії (Digital subscriber line, DSL) забезпечує підключення до Інтернету через телефонну мережу. На відміну від комутованого зв'язку, DSL може працювати за допомогою однієї телефонної лінії, не перешкоджаючи нормальному використанню голосових телефонних дзвінків.

#### Інтернет електромережі
Інтернет-лінія електропередач, також відома як широкосмугова лінія електропередач (BPL). Через існуючу, розгалужену інфраструктуру ліній електропередач, ця технологія може забезпечити людям у сільській місцевості та районах, з низьким доступом до мережі Інтернет. Швидкість передачі даних, є асиметричною та, як правило, коливається від 256 кбіт / с до 2,7 Мбіт / с.

#### ATM
ATM (англ. Asynchronous Transfer Mode) — це стандарт мережі, який може використовуватися для прямого доступу до Інтернету або, як основа інших технологій доступу.[уточнити]

### Бездротовий широкосмуговий доступ
Бездротовий широкосмуговий зв'язок використовується для забезпечення до Інтернету за допомогою наступних технологій.

#### Супутниковий широкосмуговий доступ

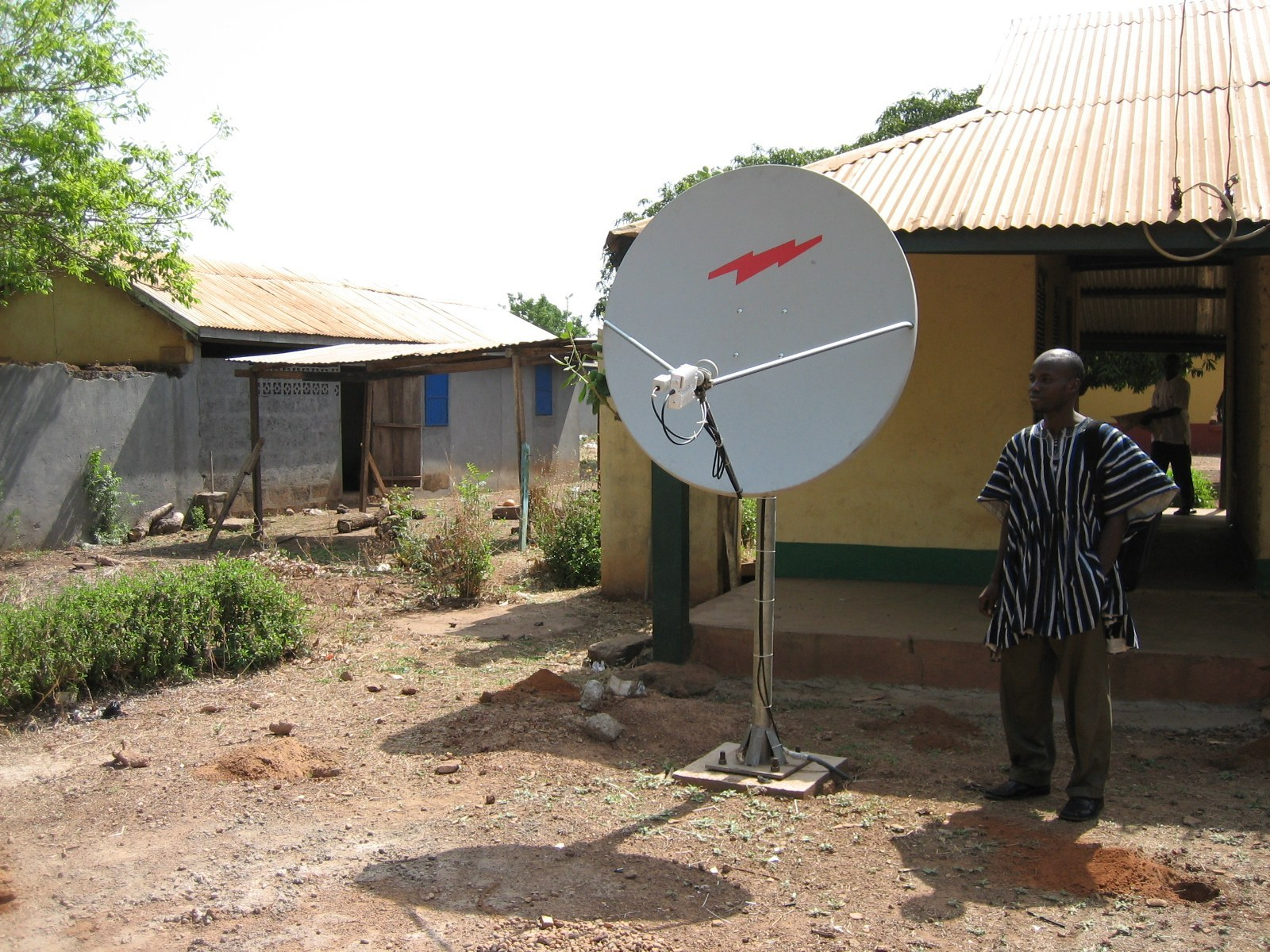
Супутниковий доступ до Інтернету через VSAT в Гані

Супутниковий доступ до Інтернету забезпечує стаціонарний, портативний та мобільний доступ до Інтернету. На обслуговування можуть негативно впливати волога, дощ та сніг. Система вимагає ретельно направленої спрямованої антени.
Супутники на геостаціонарній орбіті Землі (GEO) працюють у фіксованому положенні 35 786 км над екватором Землі. При швидкості світла (близько 300 000 км/с), потрібно радіосигналу пройти від Землі до супутника і назад чверть секунди. Коли додаються інші затримки комутації та маршрутизації, а затримки подвоюються, щоб забезпечити повну передачу в обидва кінці, загальна затримка може становити від 0,75 до 1,25 секунди. Ця затримка велика у порівнянні з іншими методами доступу до Інтернету із типовими затримками, які становлять від 0,015 до 0,2 секунди. Супутники GEO не охоплюють полярні області Землі. HughesNet, Exede, AT&T та Dish Network мають системи GEO.

#### Мобільний широкосмуговий зв'язок

Сервісний знак для GSMA

Широкосмуговий мобільний зв'язок — це маркетинговий термін для бездротового доступу до Інтернету, що постачається через вежі мобільних операторів до комп'ютерів, мобільних телефонів та інших цифрових пристроїв, що використовують портативні модеми. Модем може бути вбудований у портативні комп'ютери, планшети, мобільні телефони та інші пристрої або доданий до пристроїв за допомогою USB-модемів, або можна використовувати окремі бездротові модеми.
| Швидкість в кбіт / с | вниз і вгору           | вниз і вгору           |
| · GSM CSD            | 9,6 кбіт / с           | 9,6 кбіт / с           |
| · CDPD               | до 19,2 кбіт / с       | до 19,2 кбіт / с       |
| · GSM GPRS (2,5G)    | Від 56 до 115 кбіт / с | Від 56 до 115 кбіт / с |
| · GSM EDGE (2,75 Г)  | до 237 кбіт / с        | до 237 кбіт / с        |

| Швидкість в Мбіт / с | вниз         | вгору        |
| · UMTS W-CDMA        | 0,4 Мбіт / с | 0,4 Мбіт / с |
| · UMTS HSPA          | 14.4         | 5.8          |
| · UMTS TDD           | 16 Мбіт / с  | 16 Мбіт / с  |
| · CDMA2000 1xRTT     | 0,3          | 0,15         |
| · CDMA2000 EV-DO     | 2,5–4,9      | 0,15–1,8     |
| · GSM EDGE-еволюція  | 1.6          | 0,5          |

| Швидкість в Мбіт / с | Швидкість в Мбіт / с                            | вниз             | вгору            |
| ·                    | HSPA +                                          | 21–672           | 5,8–168          |
| ·                    | Мобільний WiMAX (802.16)                        | 37–365           | 17–376           |
| ·                    | LTE                                             | 100–300          | 50–75            |
| ·                    | LTE-Advanced :                                  |                  |                  |
|                      | · рухаючись із більшою швидкістю                | 100 Мбіт / с     | 100 Мбіт / с     |
|                      | · не рухається або рухається з меншою швидкістю | до 1000 Мбіт / с | до 1000 Мбіт / с |
| ·                    | MBWA (802.20)                                   | 80 Мбіт / с      | 80 Мбіт / с      |

#### Бездротовий ISP

Логотип Wi-Fi

Постачальники послуг бездротового Інтернету (WISP) працюють незалежно від операторів стільникового зв'язку. У WISP використовуються недорогі радіосистеми IEEE 802.11 Wi-Fi для з'єднання віддалених місць на великі відстані, але можуть використовувати і інші, більш потужні системи радіозв'язку.

Схема діапазону WI-FI

Традиційна 802.11a/b/g/n/ac — це неліцензійна всеспрямована послуга, розроблена для охоплення від 100 до 150 м. Фокусуючи радіосигнал, за допомогою спрямованої антени, 802.11 може надійно працювати на відстані в багато км, хоча вимоги технології до прямої видимості ускладнюють зв'язок в районах з горбистою місцевістю. Крім того, у порівнянні з дротовим підключенням, існують ризики для безпеки (якщо не використовувати надійні протоколи безпеки), швидкість передачі даних нижча (у 2-50 разів повільніша), а мережа може бути менш стабільною через перешкоди від інших бездротових пристроїв і мереж, погоду та проблеми з видимістю.

## Ціноутворення та витрати

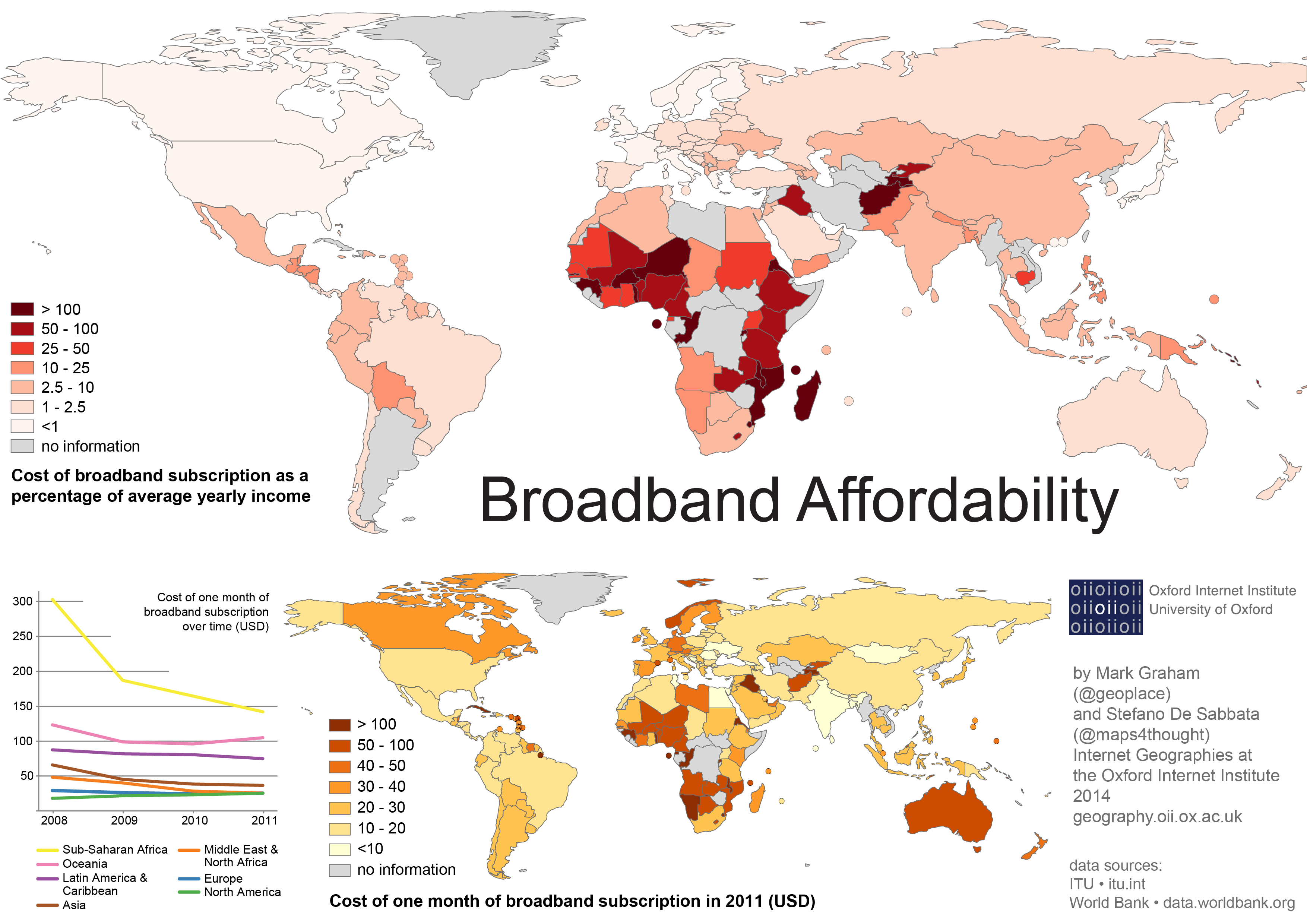
Доступність широкосмугового зв'язку в 2011 році На цій карті представлений огляд доступності широкосмугового зв'язку як співвідношення між середньорічним доходом на душу населення та вартістю передплати на широкосмуговий зв'язок (дані стосуються 2011 року). Джерело: Інформаційні географії в Оксфордському Інтернет-Інституті.

За даними українського аналітичного порталу «Слово і Діло», середня вартість доступу до мережі у 2021 році становила :
- Україна — 6,5 доларів;
- Росія — 7,3 доларів;
- Грузія — 12,1 доларів;
- Китай — 12,2 доларів;
- Болгарія — 12,3 доларів;
- Литва — 12,9 доларів;
- Польща — 15,4 доларів;
- Чехія — 23,7 долари;
- Ізраїль — 24 долари;
- Хорватія — 26,2 доларів
- Франція — 31,7 долар;
- Італія — 31,7 долар;
- Велика Британія — 35,7 доларів.